# Tarquimpol
Tarquimpol – miejscowość i gmina we Francji, w regionie Grand Est, w departamencie Mozela.
Według danych na rok 1990 gminę zamieszkiwało 76 osób, a gęstość zaludnienia wynosiła 19 osób/km² (wśród 2335 gmin Lotaryngii Tarquimpol plasuje się na 969. miejscu pod względem liczby ludności, natomiast pod względem powierzchni na miejscu 1095.).